# Сузана Пајовић Живковић
Сузана Пајовић Живковић (Никшић, 15. новембар 1970) је уметник, графички дизајнер и универзитетски предавач из Црне Горе.

## Биографија
Дипломирала је 1994. на Економском факултету у Подгорици, затим је дипломирала вајарство на ФЛУ Цетиње. Године 2006. је дипломирала графички дизајн на ФЛУ Цетиње.
Магистрирала је вајање на ФЛУ са темом Санта Мариа Делла Салуте и магистрирала је графички дизајн.
Похађа докторске уметничке студије.
Своје радове је представљала на неколико колективних изложби и уметничких радионица и колонија у Црној Гори, Србији, региону и Европи.
Сарадница је фестивала Град театра.
Чланица је одбора за издаваштво Матице црногорске и Црногорског ПЕН центра.

## Награде
- Годишња награда СКЦ-а за вајарство (1998)[2]
- Награда за умјетнички изазов, Будва град театар (2003)[2]

## Самосталне изложбе
- 2016. Подгорица, изложба Умјетник кроз ца, галерија „Центар“,Центар савремене умјетности ЦГ
- 2013. Тиват, Луштице, изложба слика и цртежа, Товљени шарани једу лептирове
- 2009. Бар, изложба цртежа, галерија „Велиша А. Лековић“
- 2008. Цетиње, изложба И неед то белиеве, Атеље Дадо, Народни музеј Црне Горе
- 2006. Подгорица, изложба Клевета, Центар савремене умјетности Црне Горе
- 2006. Санта Северина (Италија) изложба Поглед-Сгуарди
- 2003. Будва, изложба Балканска зимница, Црква С. Марија (БудваГрад театар)
- 2001. Београд (Србија), изложба Алњеyс, Хаппy Галлерy, Студентски културни центар
- 2000. Подгорица, ауторски пројекат Балканска зимница
- 1999. Подгорица, изложба Круг, КИЦ „Будо Томовић“
- 1998. Подгорица, изложба Изложба, КИЦ „Будо Томовић“ Фестивал интернационалног алтернативног театра Никшић, Умјетничко удружење „Аргентина“